# Cruzeiro do Sul (kommun i Brasilien, Paraná)
Cruzeiro do Sul är en kommun i Brasilien.   Den ligger i delstaten Paraná, i den södra delen av landet, 900 km sydväst om huvudstaden Brasília. Antalet invånare är 4 563.
Trakten runt Cruzeiro do Sul består i huvudsak av gräsmarker. Runt Cruzeiro do Sul är det glesbefolkat, med 20 invånare per kvadratkilometer.